# 鉄路の白薔薇
『鉄路の白薔薇』（てつろのしろばら）（原題：La Roue、英語: The Wheel La Roue）は、1922年に制作されたモノクロ無声のフランスの映画である。
映画『ナポレオン』などを撮った、サイレント期フランス映画における最大の監督アベル・ガンスが撮った映画であり、当時の最新の照明技術が使用され、クロスカッティングのフラッシュバックの技術が確立された。
1926年度のキネマ旬報社優秀映画投票で5位。

## キャスト
- シジフ - 鉄道の機関士：セヴラン・マルス
- ノルマ - 幼い時にシジフの養女となるが、本人は知らない：アイビー・クローズ
- エリー - シジフの息子：ガブリエル・ド・グラヴォンヌ
- ジャック・ド・エルサン - 鉄道技師でノルマと結婚する：ピエール・マニエ
- カラティカスコップロス - 鉱物学者：マックス・マクサスディアン
- マシェファー：ジョルジュ・テロフ
- ダリラ：ギル・クラリー

## スタッフ
- 監督・脚本・編集：アベル・ガンス
- 撮影：レオンス・H・ビュレル、アルベール・デュベルジェ、マルク・ブジャール
- 音楽：アルトゥール・オネゲル

## 批評
この映画は平凡な一労働者に神話的ヒーローの性格を与え、大いなる苦悩を演じさせている。封切当時、ファンを感激させた理由は、ありふれた労働者によって表現される古典悲劇的な過激さと荘重さを創造したということであったと思われる。。

## 技法
モンタージュにおける、フラッシュバックという技法を決定的にした映画である。例えばシジフがノルマ号を転覆させるために疾走する機関車、線路、周囲の風景、そしてシジフが多様な角度と多様なサイズによる短い多くのショットで撮らえられ、破局に近づくにつれてショットが短くなる。それはあたかもシジフ自身の切迫した心理状態を示すかのようであった。。

## 公開
1926年に日本で公開された時は日本の映画青年に与えた感激は大きく、黒澤明なども、この作品を映画への志をつちかってくれた青春の一本に数えている。